# یاسوشی کیتا
یاسوشی کیتا (انگلیسی: Yasushi Kita؛ زادهٔ ۲۵ آوریل ۱۹۷۸) بازیکن فوتبال اهل ژاپن است.
از باشگاه‌هایی که در آن بازی کرده‌است می‌توان به باشگاه فوتبال سرزو اوساکا، باشگاه فوتبال آلبیرکس نیگاتا، باشگاه فوتبال جوبیلو ایواتا، و باشگاه فوتبال جف یونایتد ایچیهارا چیبا اشاره کرد.